# 莱塞斯塔布勒
莱塞斯塔布勒（法語：Les Estables，法語發音：[le.z‿ɛstabl]）是法国上卢瓦尔省的一个市镇，位于该省东部，属于勒皮区。

## 地理
莱塞斯塔布勒（44°54'16"N, 4°9'16"E）面积33.94 平方千米，位于法国奥弗涅-罗讷-阿尔卑斯大区上盧瓦爾省，该省份为法国中南部省份，北起多姆山省和卢瓦尔省，西接康塔爾省，南至洛泽尔省，东临阿尔代什省。
与莱塞斯塔布勒接壤的市镇（或旧市镇、城区）包括：勒贝阿日、博雷、拉罗谢特、绍代罗勒、弗雷斯内拉屈什、弗雷斯内拉图尔、穆代尔、圣弗龙。

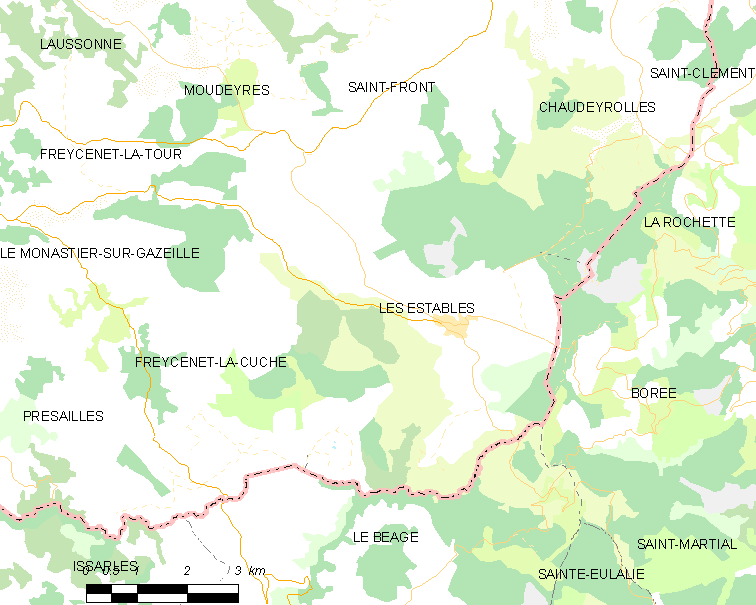
莱塞斯塔布勒的OSM定位图

莱塞斯塔布勒的时区为UTC+01:00、UTC+02:00（夏令时）。

## 行政
莱塞斯塔布勒的邮政编码为43150，INSEE市镇编码为43091。

## 政治
莱塞斯塔布勒所属的省级选区为梅藏县。

## 人口

1962-2008年间莱塞斯塔布勒人口变化图示

莱塞斯塔布勒于2022年1月1日时的人口数量为318人。